# Evkarionti
Evkarionti (tudi evkarioti) (znanstveno ime Eukaryota) so organizmi, ki jih gradijo evkariontske (evkariotske) celice oziroma evcite.
Na Zemlji obstajata dve veliki skupini organizmov: prokarionti in evkarionti. Razlika med tema dvema vrstama življenja je zelo velika, čeprav oboji temeljijo na istih molekularno bioloških osnovah, natančneje: v obeh primerih je osnovna enota življenja celica, ki jo sestavlja ista skupina organskih makromolekul (proteini, sladkorji, lipidi in nukleinske kisline), ki je udeležena v istih osnovnih biokemičnih procesih. Najbolj očitna razlika med prokarionti in evkarionti je na nivoju celične organizacije in strukture, evkariontska celica je tako precej večja in bolj kompleksna od prokariontske. Poleg tega so lahko evkariontski organizmi večcelični, medtem ko so prokarionti samo v enocelični obliki. Evkarionti so praktično vse rastline in živali, medtem ko so prokarionti bakterije in arheje.

## Zgradba evkariontske celice
Obstajajo tri vrste evkariontske celice, živalska, rastlinska in glivna celica, ki se nekoliko razlikujejo v celični zgradbi. Tipična evkariontska celica je ovalne oblike in velika 100 μm. Osnovna struktura, ki določa njeno velikost in obliko ter jo ločuje od okolice, je celična membrana. Rastlinska celica ima okrog membrane dodaten zaščitni sloj, t. i. celično steno iz celuloze. V notranjosti celice ali citosolu se nahajajo številni celični organeli. To so specializirane strukture obdane z lastno membrano, ki opravljajo pomembne celične funkcije. Večina organelov je skupna tako rastlinski kot živalski celici, rastlinske celice pa imajo dva dodatna organela, ki jih živalske nimajo, namreč kloroplaste in vakuole. Poleg organelov se v citoplazmi prosto nahajajo številni encimi in druge beljakovine, ki so udeleženi v celičnih procesih, kot sta sinteza in razgradnja beljakovin.